# Muheeba Farida Dankaka
Muheeba Farida Dankaka sinh ra ở Offa, bang Kwara, Nigeria. Cô hiện là chủ tịch của Ủy ban Nhân sự Liên bang (FCC) do tổng thống của Cộng hòa Liên bang Nigeria, Muhammaud Buhari bổ nhiệm.

## Đầu đời và giáo dục
Muheeba sinh ra tại thị trấn Offa của bang Taraba, tốt nghiệp trường Bách khoa Kaduna và Đại học Ahmadu Bello Zaria.

## Sự nghiệp
Cô hiện là chủ tịch của Ủy ban Nhân sự Liên bang (FCC) và Giám đốc điều hành của Công ty liên doanh Farida Kaduna. Cô cũng là chủ tịch của Kaduna Chamber Of Commence, Công nghiệp mỏ và Nông nghiệp (KADCCIMA).